# Драман Салу
Драман Салу (фр. Dramane Salou; нар. 22 травня 1998, Уагадугу, Буркіна-Фасо) — буркінійський футболіст, опорний півзахисник клубу «Слуцьк».

## Клубна кар'єра
Народився в Уагадугу, вихованець молодіжної команди місцевого клубу «Салітас». Його команда виступала в нижчому дивізіоні, у сезоні 2016/17 років відправився в оренду до представника Прем'єр-ліги Буркіна-Фасо УСФА. Після виходу «Салітаса» до елітного дивізіону, влітку 2017 року Салу повернувся до рідного клубу та приєднався до першої команди. З трьома голами та 5-ма гольовими передачами був визнаний найкращим футболістом чемпіонату в листопаді.
На початку 2018 року Драман переїхав до Сербії, де підписав контракт з «Партизаном». Незважаючи на отримання травми м'язів стегна під час контрольного поєдинку проти «Телеоптика», через що пропустив більшу частину тренувальних зборів, він все ж підписав з клубом 4-річний контракт. Офіційно був представлений як новий гравець «Партизана» 1 лютого, отримав футболку з 34-м ігровим номером. Вперше в заявці на офіційний матч «Партизану» Салу опинився 13 травня 2018 року, коли просидів увесь поєдинок проти «Вождоваца» на стадіоні «Торговий центр». Згодом, за домовленістю з тренерським штабом, відправився до фарм-клубу «партизанів» ФК «Телеоптик», де виступав у Першій лізі Сербії в сезоні 2018/19 років. Після того, як гравця було виключено з заявки на весняну частину сезону, «Спортивний журнал» у середині березня 2019 року повідомив, що Саль покинув «Партизан» через заборгованість по заробітній платі терміном у 6 місяців. Також, за даними «Моцартспорт», від послу Салу відмовився й «Телеоптик», й буркінієць повернувся на батьківщину. Розрив контракту з «Партизаном» та орендного договору було офіційно завершено в середині квітня 2019 року.
Наприкінці липня 2019 року підписав контракт з «Олімпіком», у новому клубі отримав 77-й ігровий номер. Дебютний матч у Прем'єр-лізі України зіграв 31 липня 2019 року проти клубу «Дніпро-1» (0:2), замінивши на 58-й хвилині Євгенія Цимбалюка. Загалом до кінця року зіграв за команду 7 матчів у чемпіонаті і один у кубку, так і не закріпившись в основному складі.
У лютому 2020 року підписав контракт з білоруським «Слуцьком».

## Кар'єра в збірній
У травні 2016 року Драман потрапив до числа футболістів Буркіна-Фасо для участі у відбіркового раунду Кубка Африки U-20. За дорослу збірну країни Салу дебютував наступного року, 4 травня 2017 року, в товариському матчі проти Беніну.

## Стиль гри
Найчастіше виступає на позиції опорного півзахисника. На відміну від юнацького віку, коли його в основному характеризували як гравця з переважно оборонними якостями, набираючи вагу та фізичну міць, його часто використовували у дорослому футболі у півзахисті. Ця зміна позиції дозволила йому регулярно брати участь у завершених діях своєї команди попереду, завдяки чому Драман відзначався голами та результативними передачами у Прем'єр-лізі Буркіна-Фасо. Вважався штатним виконавцем стандартних положень, у тому числі кутових та штрафних ударів.

## Статистика виступів

### Клубна
- Станом на 16 березня 2019 року

| Клуб                 | Сезон             | Ліга              | Ліга  | Ліга | Нац. кубок | Нац. кубок | Єврокубки | Єврокубки | Інші  | Інші | Загалом | Загалом |
| Клуб                 | Сезон             | Дивізіон          | Матчі | Голи | Матчі      | Голи       | Матчі     | Голи      | Матчі | Голи | Матчі   | Голи    |
| -------------------- | ----------------- | ----------------- | ----- | ---- | ---------- | ---------- | --------- | --------- | ----- | ---- | ------- | ------- |
| «Партизан»           | 2017/18           | Суперліга Сербії  | 0     | 0    | 0          | 0          | —         | —         | —     | —    | 0       | 0       |
| «Телеоптик» (оренда) | 2018/19           | Перша ліга Сербії | 18    | 0    | 1          | 0          | —         | —         | —     | —    | 19      | 0       |
| Усього за кар'єру    | Усього за кар'єру | Усього за кар'єру | 18    | 0    | 1          | 0          | —         | —         | —     | —    | 19      | 0       |

1. ↑  Через обмеження, за якими клуб може зареєструвати до трьох нових гравців на груповий етап змагань (у белградського клубу ними стали Саша Зделар, Джордже Іванович та Слободан Урошевич), Юрій Вакулко та Драман Салу не потрапили до 1/16 фіналу Ліги Європи[25]

### У збірній
Станом на 1 лютого 2018
| Буркіна-Фасо | Буркіна-Фасо | Буркіна-Фасо |
| Рік          | Матчі        | Голи         |
| ------------ | ------------ | ------------ |
| 2017         | 1            | 0            |
| Загалом      | 1            | 0            |

## Досягнення
«Салітас»
- Кубок Буркіна-Фасо
  -  Володар (1): 2018
- Чемпіон Вірменії (1):

«Урарту»: 2022-23
- Володар Кубка Вірменії (1):

«Урарту»: 2022-23